# François Chattot
François Chattot est un acteur, metteur en scène et auteur de théâtre français.
De 2007 à 2012, il dirige le Théâtre Dijon-Bourgogne, centre dramatique national de Dijon.

## Biographie

### Théâtre
François Chattot étudie à l'École du Théâtre national de Strasbourg (1974-1977).
Il commence à jouer dans le théâtre public avant la fin de ses études, puis enchaîne les rôles importants, comme dans, en 1979, Mario et le magicien de Thomas Mann, mis en scène par Bernard Sobel au Festival d'Avignon en 1979, Liberté à Brême de Rainer Werner Fassbinder, mis en scène par Jean-Louis Hourdin au Festival d'Avignon en 1983, Le Partage de midi de Paul Claudel, mis en scène par Andonis Vouyoucas au Théâtre des Mathurins en 1986, puis Le Roi Lear de William Shakespeare mis en scène par Matthias Langhoff au Théâtre national de Strasbourg et à la MC93 Bobigny. En 1991, il joue dans La Duchesse de Malfi de John Webster, mis en scène par Matthias Langhoff au Théâtre de la Ville, La Coupe d'argent de Sean O'Casey, mis en scène par Matthias Langhoff au Théâtre de la Ville et Des babouins et des hommes d'Albert Cohen, mis en scène par Jean-Louis Hourdin à la MC93 Bobigny.
Les 22 et 23 novembre 1993 il interprète le célèbre poète ouzbek de Renaissance Mir Alicher Navoï dans le spectacle bilingue (franco-ouzbèque) Iscandar (Alexandre Le Grand), mis en scène par  Bahodyr Yuldachev au Théâtre Abror Hidoyatov de Tachkent (Ouzbékistan). En 1994, il interprète seul en scène le poète Hölderlin dans Lettres de Hölderlin à sa mère, mis en scène par J. Chemillier (Vidy-Lausanne / MC93), dont la scénographie est signée Yves Chaudouët avec lequel il créera Dans le jardin avec François en 2008 au TDB-CDN.
En 1994, il joue dans Andromaque d'Euripide, mis en scène par Jacques Lassalle au Festival d'Avignon. Puis il joue dans deux pièces de Bernard-Marie Koltès mises en scène par Jacques Nichet au Théâtre de la Ville de Paris (Le Retour au désert, 1995, et Combat de nègres et de chiens, 2000), Allegria Opus 147, de et mis en scène par J. Jouanneau (Vidy-Lausanne / Théâtre de la Colline, 1997). Puis c'est En attendant Godot, de Samuel Beckett, mis en scène par Luc Bondy (Vidy-Lausanne / Théâtre National de l'Odéon, 1999) dont la scénographie est signée par Gilles Aillaud.Il joue sous la direction d'Irène Bonnaud dans Tracteur de Heiner Müller (Vidy-Lausanne / Théâtre de la Bastille, 2003).
De 2004 à 2006, il est pensionnaire à la Comédie-Française où il crée Place des Héros de Thomas Bernhard et L’Espace furieux de Valère Novarina.
Du 1er janvier 2007 au 31 décembre 2012, il dirige le Théâtre Dijon-Bourgogne, Centre Dramatique National de Dijon où il crée avec la metteuse en scène Irène Bonnaud, Music Hall 56 de John Osborne. En mars 2008, il propose au TDB-CDN de Dijon "Dehors", un cycle consacré au plasticien, auteur et metteur en scène Yves Chaudouët. En novembre 2008, il interprète Hamlet dans la nouvelle création de Matthias Langhoff, à Dijon puis en tournée.

### Mise en scène
En qualité de metteur en scène, il monte une dizaine de spectacles dont La Question de Henri Alleg, Les uns à côté des autres, créés au Théâtre Dijon-Bourgogne. Il cosigne également avec Jean-Louis Hourdin Une Confrérie de Farceurs, d'après des fables du Moyen Âge et de la Renaissance, spectacle créé en juin 2007 à Dijon puis au Théâtre du Vieux-Colombier, Comédie-Française.

### Cinéma
Il interprète également de nombreux rôles au cinéma, dans des registres très différents. Il apparaît notamment dans Fifi Martingale, de Jacques Rozier, Adolphe, de Benoît Jacquot, Monsieur N., d'Antoine de Caunes, Fanfan la tulipe, de Gérard Krawczyk, L'Exercice de l'Etat, de Pierre Schoeller, ou encore Banlieue 13, produit par Luc Besson en 2004. Il a également joué le père de Brice de Nice, ainsi que le Chanoine Kir dans un téléfilm diffusé par France 3.

## Filmographie

### Cinéma
- 1989 : Les Deux Fragonard de Philippe Le Guay
- 1992 : Fausto de Rémy Duchemin : le directeur
- 1992 : La Nuit sacrée de Nicolas Klotz
- 1993 : Intimité de Dominik Moll : Henri
- 1994 : Les Mickeys de Thomas Vincent
- 1995 : Fast de Dante Desarthe : Joël
- 1996 : Un héros très discret de Jacques Audiard : Louvier
- 1998 : Voleur de vie d'Yves Angelo : le père
- 1998 : Julie est amoureuse de Vincent Dietschy : Michael Monk
- 1999 : Kennedy et moi de Sam Karmann : Victor Kuriakhine
- 2000 : Cours toujours de Dante Desarthe : Trouillard
- 2000 : Le Battement d'ailes du papillon de Laurent Firode : Marc
- 2001 : Vidocq de Pitof : Froissard
- 2001 : Fifi Martingale de Jacques Rozier : Père Popelkov
- 2001 : Le Petit Poucet d'Olivier Dahan : le conseiller de la reine
- 2002 : Parlez-moi d'amour de Sophie Marceau : le producteur français
- 2002 : Adolphe  de Benoît Jacquot : l'ambassadeur
- 2003 : Loulou  de Serge Élissalde : Tonton (voix)
- 2003 : Fanfan la Tulipe  de Gérard Krawczyk : le curé
- 2004 : Double Zéro  de Gérard Pirès : Bob d'Auckland
- 2004 : Banlieue 13  de Pierre Morel : Krüger
- 2005 : Brice de Nice de James Huth : Bertrand Agostini, le père de Brice
- 2008 : Les Inséparables de Christine Dory : le père
- 2010 : Les Aventures extraordinaires d'Adèle Blanc-Sec de Luc Besson : Raymond Pointrenaud
- 2011 : Les Fils de l'Hydre de Christophe Gomes et Ludovic Gaudry : Le préfet
- 2011 : L'Exercice de l'État de Pierre Schöller : Falconetti
- 2011 : De bon matin de Jean-Marc Moutout : Lancelin
- 2016 : Arrêtez-moi là de Gilles Bannier : Président cour d'assises
- 2016 : Le Voyage au Groenland de Sébastien Betbeder : Nathan
- 2016 : Le Divan de Staline de Fanny Ardant : Vlassik
- 2017 : Glacé de Laurent Herbiet : Garaudy
- 2017 : Memoria (court métrage) de Léo Ponge
- 2017 : Le Ciel étoilé au-dessus de ma tête d'Ilan Klipper : Maurice Weintraub
- 2018 : Grâce à Dieu de François Ozon : Pierre Debord
- 2018 : La Joueuse d'Yves Chaudouët : Nicolas Poussin
- 2019 : Merveilles à Montfermeil de Jeanne Balibar : Denis Jaffret
- 2019 : Je promets d'être sage de Ronan Le Page : M. Leroy
- 2019 : Debout sur la montagne de Sébastien Betbeder : le maire
- 2022 : Tirailleurs de Mathieu Vadepied : Général Chambreau
- 2023 : Vincent doit mourir de Stéphan Castang : Jean-Pierre
- 2024 : À l’ancienne de Hervé Mimran : Isidore
- 2024 : Les Arènes de Camille Perton : Lionel Simonian
- 2025 : La Venue de l'avenir de Cédric Klapisch : le grand-père de Seb

### Télévision
- 1980 : Les Mystères de Paris (téléfilm) d'André Michel
- 2012 : Kir, la légende et son double (série télévisée) d'Éric Nivot : Le Chanoine Kir
- 2014 : Paris (série télévisée) de Gilles Bannier : Loïc
- 2014 : À livre ouvert (mini-série) : Jacques Dutoit
- 2016 : Un Village français (série télévisée) (saison 7) de Jean-Philippe Amar : le procureur
- 2019 : Le Voyageur : La Permission de minuit (série télévisée) : Paul Molina
- 2020 : De Gaulle, l’éclat et le secret (téléfilm) de François Velle : Jacques Massu
- 2022 : Visions (série télévisée) d'Akim Isker : Didier Bell
- 2023 : Les Enchantés (téléfilm) de Stanislas Carré de Malberg : Claude Lelièvre
- 2024 : Mister Spade de Scott Frank (série télévisée) : Le vicaire

## Théâtre

### Metteur en scène
- Temps morts (mai 2007)
- Une confrérie de farceurs (septembre 2007)
- Beauté misère (octobre 2007)
- Parlez pas tout bas (octobre 2007)
- Trilogie Jean-Pierre Bodin (intégrale, octobre 2007)
- Les Uns à côté des autres (décembre 2007)
- La Question (théâtre)|La Question (mai 2008)
- Le Banquet de la sainte Cécile (novembre 2008)
- Veillons et armons-nous en pensée (mars 2009)

### Comédien
- 1979 : Mario et le magicien de Thomas Mann, mise en scène Bernard Sobel, Festival d'Avignon
- 1983 : Liberté à Brême de Rainer Werner Fassbinder, mise en scène Jean-Louis Hourdin, Festival d'Avignon
- 1986 : Partage de midi de Paul Claudel, mise en scène Andonis Vouyoucas, Théâtre des Mathurins
- 1986 : Le Roi Lear de William Shakespeare, mise en scène Matthias Langhoff, Théâtre national de Strasbourg
- 1987 : Le Roi Lear de William Shakespeare, mise en scène Matthias Langhoff, MC93 Bobigny
- 1991 : La Duchesse de Malfi de John Webster, mise en scène Matthias Langhoff, Théâtre de la Ville
- 1991 : La Coupe d'argent de Sean O'Casey, mise en scène Matthias Langhoff, Théâtre de la Ville
- 1991 : Des babouins et des hommes d'Albert Cohen, mise en scène Jean-Louis Hourdin, MC93 Bobigny
- 1994 : Andromaque d'Euripide, mise en scène Jacques Lassalle, Festival d'Avignon
- 1994 : Lettres de Hölderlin à sa mère, mise en scène Juliette Chemillier, MC93 Bobigny, Vidy-Lausanne
- 1995 : L'Histoire tragique de la vie et de la mort du Dr Faustus de Christopher Marlowe, mise en scène Stuart Seide, Théâtre de la Ville
- 1995 : Le Retour au désert de Bernard-Marie Koltès, mise en scène Jacques Nichet, Théâtre des Treize Vents à l'Opéra Comédie de Montpellier
- 1996 : Allegria opus 147 Pièce pour alto, piano et homme seul de Joël Jouanneau, mise en scène de l'auteur, Théâtre national de la Colline
- 1996 : L'Ombre de la vallée et Les Noces du rétameur de John Millington Synge, mise en scène collective, MC93 Bobigny
- 1997 : L'Ombre de la vallée et Les Noces du rétameur de John Millington Synge, mise en scène collective, CDDB-Théâtre de Lorient
- 2001 : Combat de nègre et de chiens de Bernard-Marie Koltès, mise en scène Jacques Nichet, Théâtre national de Toulouse
- 2004 : Place des Héros de Thomas Bernhard, mise en scène Arthur Nauzyciel, Comédie-Française
- 2005 : Place des héros de Thomas Bernhard, mise en scène Arthur Nauzyciel, CDDB-Théâtre de Lorient
- 2005 - 2007 : Quartett de Heiner Müller, mise en scène Matthias Langhoff, tournée
- 2006 : L'Espace furieux de Valère Novarina, mise en scène de l'auteur, Comédie-Française
- 2007 : Music Hall 56, mise en scène Irène Bonnaud, Théâtre Dijon-Bourgogne
- 2007 : Une confrérie de farceurs, mise en scène François Chattot et Jean-Louis Hourdin, Théâtre Dijon-Bourgogne
- 2007 : Beauté misère, Parlez pas tout bas et Les Uns à côté des autres, mise en scène Jean-Pierre Bodin et François Chattot
- 2007 : Ça respire toujours, mise en scène Jean-Louis Hourdin
- 2008 : La Question, mise en scène François Chattot
- 2008 : Le Banquet de la sainte Cécile, mise en scène Jean-Pierre Bodin et François Chattot, Théâtre Dijon-Bourgogne
- 2008 - 2009 : Hamlet de Shakespeare, mise en scène Matthias Langhoff, Théâtre Dijon-Bourgogne, Théâtre de l'Odéon, tournée
- 2009 : Veillons et armons-nous en pensée, mise en scène François Chattot et Jean-Louis Hourdin, Théâtre Dijon-Bourgogne
- 2011 : Que faire ? (le retour), mise en scène Benoît Lambert, Théâtre Dijon-Bourgogne
- 2011 : Du fond des gorges de Pierre Meunier, mise en scène collective, Théâtre Dijon-Bourgogne, La Rose des vents, tournée
- 2012 : Du fond des gorges de Pierre Meunier, mise en scène collective, Théâtre national de Strasbourg, Théâtre de la Bastille, tournée
- 2012 : Quartett de Heiner Müller, mise en scène Matthias Langhoff, Théâtre Dijon-Bourgogne, tournée
- 2012 - 2014 : Folie Courteline, 4 pièces de Georges Courteline, mise en scène Ivan Grinberg, Théâtre Dijon-Bourgogne, tournée
- 2013 : Que faire ? (le retour), mise en scène Benoît Lambert, Théâtre Dijon-Bourgogne, Théâtre de la Colline, tournée
- 2015 : La Veillée des grands gourmands, spectacle de François Chattot, Théâtre national de Strasbourg, tournée
- 2015 : Cinéma Apollo, de Alberto Moravia, mise en scène Matthias Langhoff, tournée France, Comédie de Genève, théâtre de la Commune
- 2019 : Amitié de Eduardo De Filippo et Pier Paolo Pasolini, mise en scène Irène Bonnaud, festival d'Avignon puis tournée en 2020